# Five (album Ayumi Hamasaki)
FIVE – trzeci minialbum japońskiej piosenkarki Ayumi Hamasaki. Płyta ukazała się 31 sierpnia 2011 roku w trzech wersjach: regularnej, limitowanej i CD+DVD. Wersja Blu-ray minialbumu została wydana 9 listopada 2011 roku.
Utwór progress został użyty jako piosenka przewodnia gry Tales of Xillia na PS3, a utwór beloved był sierpniową piosenką przewodnią programu Sukkiri! stacji NTV. Album osiągnął 1 pozycję w rankingu Oricon. Płyta zyskała status złotej płyty za sprzedaż 213 495 egzemplarzy.

## Lista utworów

### CD
| #                             | Tytuł                              | Muzyka           | Aranżacja   | Czas |
| ----------------------------- | ---------------------------------- | ---------------- | ----------- | ---- |
| 1                             | "progress"                         | Yuta Nakano      | Yuta Nakano | 5:05 |
| 2                             | "ANother song" (feat. URATA NAOYA) | Yuta Nakano      | Yuta Nakano | 5:21 |
| 3                             | "Why..." (feat. JUNO)              | Kazuhiro Hara    | Yuta Nakano | 3:57 |
| 4                             | "beloved"                          | Yasuhiko Hoshino | Yuta Nakano | 5:19 |
| 5                             | "BRILLANTE"                        | Timothy Wellard  | Yuta Nakano | 5:58 |
| CD+DVD [secret track]         |                                    |                  |             |      |
| 5                             | "Why..." (feat. URATA NAOYA)       | Kazuhiro Hara    | Yuta Nakano | 4:07 |
| CD / PLAYBUTTON [bonus track] |                                    |                  |             |      |
| 6                             | "beloved (Orchestra version)"      | Yasuhiko Hoshino | Yuta Nakano | 6:10 |

### DVD
| #  | Tytuł                                            | Reżyser         | Czas |
| -- | ------------------------------------------------ | --------------- | ---- |
| 1  | "progress" (video clip)                          | Masashi Muto    | 5:11 |
| 2  | "ANother song" (feat. URATA NAOYA) (video clip)  | Masashi Muto    | 5:19 |
| 3  | "Why..." (feat. JUNO) (video clip)               | Masashi Muto    | 4:06 |
| 4  | "beloved" (video clip)                           | Leslie Kee      | 5:52 |
| 5  | "BRILLANTE" (video clip)                         | Leslie Kee      | 6:09 |
| 6  | "progress" (making clip)                         | Keisuke Onodera | 4:16 |
| 7  | "ANother song" (feat. URATA NAOYA) (making clip) | Keisuke Onodera | 6:29 |
| 8  | "Why..." (feat. JUNO) (making clip)              | Keisuke Onodera | 6:59 |
| 9  | "beloved" (making clip)                          | Keisuke Onodera | 7:22 |
| 10 | "BRILLANTE" (making clip)                        | Keisuke Onodera | 5:58 |